# Farigia vecina
Farigia vecina är en fjärilsart som beskrevs av William Schaus 1901. Farigia vecina ingår i släktet Farigia och familjen tandspinnare. Inga underarter finns listade i Catalogue of Life.